# Гетто в Слободе (Бортниках)
Гетто в Слободе́ (Бо́ртниках) (начало августа 1941 — октябрь 1942) — еврейское гетто, место принудительного переселения евреев деревни Слобода Улльского сельсовета Бешенковичского района Витебской области и близлежащих населённых пунктов в процессе преследования и уничтожения евреев во время оккупации территории Белоруссии войсками нацистской Германии в период Второй мировой войны.

## Оккупация Слободы и создание гетто
Перед войной население деревни Слобода было большей частью еврейским. Нацисты заняли её в конце июня 1941 года.
Реализуя нацистскую программу уничтожения евреев, немцы создавали гетто почти во всех городах и населённых пунктах Беларуси, где проживало еврейское население. Так и в Слободе в начале августа 1941 года оккупанты и полицаи организовали в местечке (между Слободой и Бортниками) гетто, загнав туда, кроме местных евреев, и евреев из близлежащих деревень — Бортников и Сокорово (обе — Улльский сельсовет). Всего в гетто оказалось 350—365 узников.
Почти год над евреями безнаказанно издевались, при этом заставляя работать на самых тяжелых и часто бессмысленных работах.

## Уничтожение гетто
В октябре 1942 года в Слободу приехали полицаи, староста и 12 членов зондеркоманды из местечка Камень. Они собрали всех евреев в Слободе вместе. Затем заставили евреев-мужчин выкопать в лесу траншеи, и убили их. После этого уводили в лес по десять женщин и детей и там же расстреливали. Всего в этот день были убиты 350-365 евреев.

## Случаи спасения
Спастись во время «акции» (таким эвфемизмом гитлеровцы называли организованные ими массовые убийства) не удалось почти никому. По свидетельствам очевидцев, врача Зарогацкую и Анну Гуревич прятали Иван Семенович и Анастасия Степановна Жерносеки.

## Память
На месте расстрела стоял памятник без таблички. В 2014 году был установлен новый памятник жертвам геноцида евреев в Слободе.
Известны фамилии только некоторых довоенных учеников Слободской еврейской школы, многие из которых были убиты в гетто: Коган Роха, Тимкин Зисля, Аксенцева Брайна, Дубман Хава, Хайкина Мира, Коган Исаак, Гершанская Фрейна, Аронсон Рива, Коган Буша, Раппопорт Шолом, Тимкина Брайна, Акишман Маня, Коган Рива, Натаревич Фантя, Гершанский Герш, Хайкина Ханя, Натаревич Шолом, Гершанская Галя, Натаревич Муля, учительница Анна Аркина.